# Rapperswil
Rapperswil – dawne miasto (obecnie część Rapperswil-Jona) w gminie Rapperswil-Jona we wschodniej Szwajcarii, w kantonie St. Gallen, w okręgu See-Gaster, zlokalizowane na północnym brzegu Jeziora Zuryskiego z zamkiem z XIII wieku. Do 31 grudnia 2006 samodzielna gmina. 1 lipca 2022 liczyła 10 420 mieszkańców.
Siedziba Muzeum Polskiego, założonego 23 października 1870 przez Władysława Platera w celu zabezpieczenia polskich zabytków historycznych i propagowania spraw polskich.
W mieście znajduje się stacja kolejowa Rapperswil oraz klasztor kapucynów, usytuowany na półwyspie na Jeziorze Zuryskim. 